# Панически пристъп
Панически пристъп е внезапната загуба на контрол над емоциите и усещане за наситена тревожност, придружено от някои психосоматични и когнитивни симптоми. Може да се дължи както на психологически причини (трайни разстройства или временни състояния на нестабилност), така и на биологически (посттравматични състояния, наследственост, употреба на определени медикаменти). Може да продължи от няколко минути до няколко часа. Обичайно започва рязко и е възможно да достигне свой пик в рамките на 10 до 20 минути. Често когато една ситуация се асоциира с панически пристъп, повтарянето ѝ автоматично води до нов такъв. Проявлението на паническия пристъп варира. Затова и някои хора, най-често такива, които за пръв път го изпитват, търсят бърза помощ в такива случаи. Често те се опасяват, че може да са получили инфаркт или нервен срив. Чести психически състояния, асоциирани с паническия пристъп, са страх от неизбежна смърт или загуба на здрав разум. Наблюдава се затруднено дишане, объркване и повишена емоционалност.
По думите на пациенти паническият пристъп е едно от най-плашещите, разстройващи и некомфортни преживявания в човешкия живот, първоначалното възстановяване от него може да отнеме дни. Повтарящите се пристъпи на паника се считат за симптом за паническо разстройство.